# Departament d'Artigas
Artigas (en castellà i oficialment Departamento de Artigas) és un departament de l'Uruguai. La seva capital és la ciutat homònima. Ubicat al nord del territori, limita al nord i a l'est amb el Brasil, del qual està separat pel Riu Cuareim, al sud amb el departament de Salto i a l'oest amb la República Argentina, de la qual està separat pel Riu Uruguai. És l'únic dels 19 departaments que limita amb dos països. La seva superfície és d'11.928 km² (una mica més gran, en comparació, que la regió de Múrcia), el que el converteix en el cinquè departament més extens del país.
En el seu vèrtex nord-oest es troba Bella Unión, ciutat que rep aquest nom, ja que es troba a la frontera amb el Brasil i l'Argentina.

## Geografia

### Orografia
A la seva terra aflora gairebé exclusivament el basalt, part del gran mantell volcànic que cobreix 800.000 km² a la conca dels rius Paranà i l'Uruguai. La Cuchilla de Belén (les Cuchillas a l'Uruguai són cadenes de turons) recorre el departament d'est a oest, dividint les pluges i portant les seves aigües cap al riu Cuareim, al nord, i cap al riu Arapey Chico, al sud. El terreny és en aquesta zona ondulat, per trams molt pedregosos.

### Hidrografia
El paisatge dona lloc a petites trencades que allotgen cursos d'aigües netes. Cap al riu Cuareim flueixen llargs rierols, com el Cuaró, el Tres Cruces, el Yacutujá i el Catalán.

### Toponímia
Característica sortint del departament d'Artigas és la seva toponímia d'origen guaraní.
Rius, rierols, puigs, flora i fauna conserven les veus dels antics pobladors de la terra. Arapey: riu dels camalotes; Butiá: palmera; Cuareim: potser de guará: tribu; Cuaró: cova ocupada; Cuñapirú: dona flaca; Cururú: gripau roncador; Itacumbú: pedra que esclata; Itapebí: pedra prima; Mandiyú: cotó; Ñandubay: arbre fruiter; Ñacurutú: mussol; Ñapindá: arbre espinós; Ñaquiñá: cigala; Yacaré: cocodril de poc mida; Yacuí: de yacú, gall dindi muntès; Yaguary: jaguar; Yucuyá: escurçó; Yuquerí: planta; Uruguai: riu dels cargols.
Així mateix, l'arroyo Catalán, que dona origen a la Costa del Catalán, a Artigas, i altres petits poblats com Adrall, donen fe del predomini de pobladors catalans a la zona.

### Flora i fauna
Artigas té una vegetació molt variada, principalment pel que fa a arbres d'eucaliptus, ceibo, roure, opúnties, guaiabes i llorers. Són molt disperses les bellaombres. Al voltant de les vies fluvials hi ha el bosc galeria (ibirapitá, timbó, garrofer), molt semblant al d'estil missioner.
El riu Cuareim presenta abundant forest natural en les seves riberes, tenint al seu marge brasiler una amplada aproximada de 2.000 m, de muntanya espessa, a la rodalia de la desembocadura del rierol Catalán Grande.
La fauna es compon de rhea americana (criats i exportats a l'estranger), guineus grises, mosteles i mulites. A la rodalia de la muntanya habiten aus de muntanya, ters, capibaras, ratpenats, porcs espins, sargantanes, llebres, caimans, creuers, yaras, escurçons de cascavell, etc.
A la rodalia de la Piedra Pintada es troba una reserva natural, anomenada Reserva de Fauna Autòctona; aquesta es troba oberta al públic, en la qual es pot visitar els animals autòctons i alguns en perill d'extinció.
| Fauna d'Artigas                      |                                   |                                                   |                                    |                              |                                          |
| Capibara                             | Yacaré Overo                      | Guineu de muntanya                                | Tatu crioll                        | Llúdriga                     | Llúdria cuallarga                        |
| Capibara - Hydrochoerus Hydrochaeris | Yacaré Overo - Caiman Latirostris | Guineu de muntanya - Cerdocyon Thous Entrerrianus | Tatu Crioll - Dasypus Novemcinctus | Llúdriga - Myocastor Coypus  | Llúdria cuallarga - Lontra Longicaudis   |
| Mostela                              | Mao Pelada                        | Coatí                                             | Llargandaix                        | Bothrops alternatus          | Cascavell                                |
| Mostela - Didelphis Paraguayensis    | Mao Pelada - Procyon Cancrivorus  | Coatí - Nasua Nasua                               | Llangardaix                        | Bothrops alternatus          | Cascavell - Crotalus durissus terrificus |
| Rhea americana                       | Perdiu                            | Ter                                               | Llebre                             | Gripau                       | Hoplias malabaricus                      |
| Rhea americana                       | Perdiu - Nothura maculosa         | Ter - Vanellus chilensis                          | Llebre - Lepus europaeus           | Gripau Cururu - Bufo marinus | Hoplias malabaricus                      |

## Economia

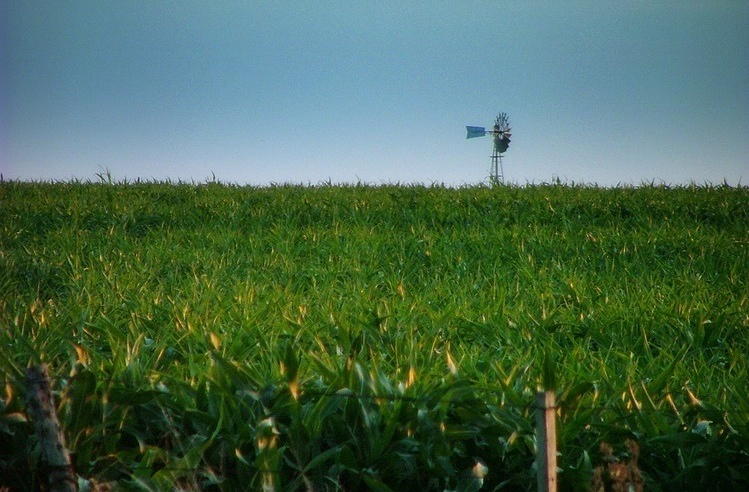
Plantacions a Bella Unión, nord d'Artigas.

Els recursos naturals determinen tres activitats, en la major part s'explota la ramaderia extensiva, amb bovins i ovins, i productes de granja. A les prades brunes, negres i sorrenques properes a Salto predomina l'activitat agrícola, en especial arròs, blat, blat de moro i cítrics. Al sud de la capital d'Artigas, predominen els gresos de Tacuarembó i el basalt. Aquesta zona dona lloc a l'explotació agrícola de baix rendiment econòmic. També existeix una explotació minera sense gran desenvolupament de pedres semiprecioses - principalment àgates i ametistes - a la conca dels rierols Seco, Tres Cruces i Cuaró i en els pendents de les cuchillas Yacaré, Cururú, Belén i Catalán. L'activitat industrial es caracteritza per: talla de pedres semiprecioses, adoberies, ingeni sucrer, indústria fustaire, congelació de fruites i verdures. I entre els seus atractius turístics es compta amb el parc sobre el riu Cuareim i la Barra en Bella Unión.

## Demografia
La població total del departament se situa en 78.019 persones (2,4% del total del país i 4,1% de l'interior). Mostra una estructura més jove respecte a la de l'interior, especialment en el tram de 0 a 14 anys (i més nítid entre 6 i 14 anys).
La distribució per àrea geogràfica és majoritàriament urbana (90,8%), guarisme menor al del total del país però major al total de l'interior, pel que en el medi rural viuen 7.177 persones (restant 9,2%).
Al departament hi ha 3.328 persones (4,3% del total), que viuen en assentaments irregulars, tots ells localitzats a l'àrea urbana. D'aquesta població 1.700 són homes i 1.328 són dones, tot segons dades del cens de 2004.

### Principals centres urbans
(Pobles o ciutats amb una població de 1.000 o més persones - dades del cens de l'any 2004.)
| Ciutat/Poble    | Població |
| --------------- | -------- |
| Artigas         | 41.687   |
| Baltasar Brum   | 2.472    |
| Bella Unión     | 13.187   |
| Las Piedras     | 2.164    |
| Pintadito       | 1.487    |
| Tomás Gomensoro | 2.818    |

### Altres nuclis urbans
- Allende
- Camaño
- Costas del Catalán
- Cuaró
- Franquia
- Palma
- Rincón de Artigas
- Sequeira (Uruguai)
- Tamanduá
- Topador
- Yacot